# Strategia marketingowa
Strategia marketingowa – reakcja na zadania stojące przed przedsiębiorstwem w sferze produkcji i sprzedaży jego wyrobów, a także (pośrednio) na „kłopoty” związane z wygospodarowaniem zysku pozwalającego na dynamiczny rozwój lub utrzymanie pozycji rynkowej. Nie oznacza to, że strategia marketingowa ma być opracowywana tylko w sytuacjach zagrożeń. Jest ona potrzebna w każdej sytuacji. Jest również bardzo ważne, aby była ona traktowana jako część ogólnej strategii rozwojowej przedsiębiorstwa.
Strategia powstaje w wyniku odpowiedzi na stawiane sobie pytanie: jakie cele sobie stawiamy i co trzeba zrobić, aby je osiągnąć. Należy również pamiętać, że w konkretnej sytuacji i konkretnym przedsiębiorstwie mogą istnieć różne cele pośrednie, ale zawsze[wymaga weryfikacji?] prowadzą one do celu głównego (końcowego) – maksymalizacji zysku.

## Charakterystyka
Jak podaje Jerzy Altkorn „strategia marketingowa w odniesieniu do określonego przedsiębiorstwa oznacza zestaw średnio- i długookresowych zasad oraz wytycznych postępowania, które wyznaczają ramy dla rynkowych działań operacyjnych” [J. Altkorn, Podstawy marketingu]. Są to zatem problemy na jakie mogą napotkać przedsiębiorstwa, oraz ogół wytycznych, które odgrywają kluczową rolę przy podejmowaniu decyzji. Muszą pozostawać w zgodzie z wcześniej ustaloną misją przedsiębiorstwa. Aby stworzyć strategię marketingową należy przede wszystkim określić tę część, która dotyczy kształtowania pola rynkowej aktywności przedsiębiorstwa.

## Opcje strategiczne
Przedsiębiorstwo ma do wyboru cztery opcje ujęte w macierzy Ansoffa:
1. strategia penetracji rynku – ma na celu zwiększenie sprzedaży wcześniej oferowanego produktu na dotychczasowym rynku,
2. strategia rozwoju rynku – polega na wejściu z dotychczas produkowanymi produktami na nowe, wcześniej nie obsługiwane segmenty rynku,
3. strategia rozwoju produktu – polega na obsłudze dotychczasowego rynku przez przedsiębiorstwo oferujące nowy lub zmodyfikowany produkt,
4. strategia dywersyfikacji działalności – polega na wejściu na nowy rynek z nowym produktem. Przedsiębiorstwo może dokonać dywersyfikacji: poziomej (np. producent obuwia zaczyna produkować odzież), pionowej (wstecz, np. malarz zaczyna produkować farby, oraz wprzód malarz otwiera galerię) lub równoległej (np. malarz zaczyna działać w branży gastronomicznej).

## Zawartość strategii marketingowej
Przedsiębiorstwo staje także przed wyborem nabywców, oraz programu marketingowego. Strategia marketingu masowego – proponująca jednolity program marketingowy dla całego rynku bądź określonej części, oraz strategia marketingu zróżnicowanego – proponująca poszczególnym grupom nabywców zróżnicowane programy marketingowe.
Ogół strategicznych decyzji dotyczących rynku tworzy tzw. marketingowy profil strategiczny przedsiębiorstwa, który stanowi podstawę planowania marketingu w długim okresie. Profil ten może podlegać zmianom na skutek przemian w przedsiębiorstwie oraz poza nim.